# Katharine Ross
Katharine Juliet Ross (Los Angeles, 1940. január 29. –) kétszeres Golden Globe- és BAFTA-díjas amerikai színésznő.

## Élete és pályafutása
Egy évig tanult a Santa Rosa Junior College-ban, ahol a The King and I című darabbal kezdte színészi karrierjét. Majd feladta tanulmányait, és San Franciscóba költözött, hogy ott színészetet tanuljon.
Csatlakozott a The Actors Workshop színjátszóklubhoz, és három évet töltött ott (1959–1962).
Ross gyermekkönyvíró is, és több gyerekkönyvet publikált.
Ötször volt házas.

## Filmográfia

### Film
| Év   | Magyar cím                         | Eredeti cím                        | Szerep                   | Magyar hang        | Rendező             |
| ---- | ---------------------------------- | ---------------------------------- | ------------------------ | ------------------ | ------------------- |
| 1965 |                                    | Shenandoah                         | Ann Anderson             |                    | Andrew V. McLaglen  |
| 1965 |                                    | Mister Buddwing                    | Janet                    |                    | Delbert Mann        |
| 1966 |                                    | The Singing Nun                    | Nicole Arlien            |                    | Henry Koster        |
| 1967 |                                    | Games                              | Jennifer Montgomery      |                    | Curtis Harrington   |
| 1967 | Diploma előtt                      | The Graduate                       | Elaine Robinson          | Kánya Kata         | Mike Nichols        |
| 1968 | A pokol tornácán                   | Hellfighters                       | Tish Buckman             | Nyírő Bea          | Andrew V. McLaglen  |
| 1969 | Butch Cassidy és a Sundance kölyök | Butch Cassidy and the Sundance Kid | Etta Place               | Vándor Éva         | George Roy Hill     |
| 1969 | Butch Cassidy és a Sundance kölyök | Butch Cassidy and the Sundance Kid | Etta Place               | Urbán Andrea       | George Roy Hill     |
| 1969 | Halál a Rubin hegyen               | Tell Them Willie Boy Is Here       | Lola                     | Balogh Erika       | Abraham Polonsky    |
| 1969 | Halál a Rubin hegyen               | Tell Them Willie Boy Is Here       | Lola                     | Németh Borbála     | Abraham Polonsky    |
| 1970 |                                    | Fools                              | Anais Appleton           |                    | Tom Gries           |
| 1972 |                                    | Get to Know Your Rabbit            | lány                     |                    | Brian De Palma      |
| 1972 | Csak a gazdáikat ölik meg          | They Only Kill Their Masters       | Kate Bingham             |                    | James Goldstone     |
| 1974 | Esély és erőszak                   | Love and Chance                    | Constance Weber          |                    | Philippe Labro      |
| 1975 | A stepfordi feleségek              | The Stepford Wives                 | Joanna Eberhart          |                    | Bryan Forbes        |
| 1976 | Elátkozottak utazása               | Voyage of the Damned               | Mira Houser              | Fehér Anna         | Stuart Rosenberg    |
| 1976 | Elátkozottak utazása               | Voyage of the Damned               | Mira Houser              | Tóth Enikő         | Stuart Rosenberg    |
| 1978 | A Betsy                            | The Betsy                          | Sally Hardeman           |                    | Daniel Petrie       |
| 1978 | Rajzás                             | The Swarm                          | Helena Anderson százados | Kovács Nóra        | Irwin Allen         |
| 1978 | Ördögi hagyaték                    | The Legacy                         | Margaret Walsh           | Tóth Enikő         | Richard Marquand    |
| 1980 | Végső visszaszámlálás              | The Final Countdown                | Laurel Scott             | Bánsági Ildikó     | Don Taylor          |
| 1982 | Gyilkos optika                     | Wrong Is Right                     | Sally Blake              | Sáfár Anikó        | Richard Brooks      |
| 1986 | A rőt hajú idegen                  | Red Headed Stranger                | Laurie                   | Ősi Ildikó         | William D. Wittliff |
| 1991 |                                    | A Climate for Killing              | Grace Hines              |                    | J. S. Cardone       |
| 2001 | Donnie Darko                       | Donnie Darko                       | Dr. Lilian Thurman       | Vándor Éva         | Richard Kelly       |
| 2002 |                                    | Don't Let Go                       | Charlene Stevens         |                    | Max Myers           |
| 2006 | A delfinek nyelvén                 | Eye of the Dolphin                 | Lucy                     | Menszátor Magdolna | Michael D. Sellers  |
| 2013 |                                    | Wini + George (rövidfilm)          | Wini                     |                    | Benjamin Monie      |
| 2015 |                                    | Slip, Tumble & Slide               | Charlene Stevens         |                    | Max Myers           |
| 2017 |                                    | The Hero                           | Valerie Hayden           |                    | Brett Haley         |
| 2019 |                                    | Attachments                        | Eileen                   |                    | Richard Krevolin    |

### Televízió
Tévéfilmek
| Év   | Magyar cím           | Eredeti cím                      | Szerep                                                   | Magyar hang        |
| ---- | -------------------- | -------------------------------- | -------------------------------------------------------- | ------------------ |
| 1967 |                      | The Longest Hundred Miles        | Laura Huntington                                         |                    |
| 1976 |                      | Wanted: The Sundance Woman       | Etta Place / Mrs. Sundance / Annie Martin / Bonnie Doris |                    |
| 1979 | Természetes halál    | Murder by Natural Causes         | Allison Sinclair                                         | Andai Györgyi      |
| 1980 | Rodeós lány          | Rodeo Girl                       | Sammy Garrett                                            | Kiss Mari          |
| 1981 |                      | Murder in Texas                  | Ann Kurth Hill                                           |                    |
| 1982 |                      | Wait Until Dark                  | Suzy Hendrix                                             |                    |
| 1982 | Az árnyéklovasok     | The Shadow Riders                | Kate Connery / Katherine nőver                           |                    |
| 1983 |                      | Travis McGee                     | Gretel Howard                                            |                    |
| 1983 |                      | Secrets of a Mother and Daughter | Ava Price                                                |                    |
| 1986 | Texas államalapítója | Houston: The Legend of Texas     | Susannah Dickinson                                       |                    |
| 1991 | Conagher             | Conagher                         | Evie Teale                                               | Menszátor Magdolna |
| 1997 |                      | Home Before Dark                 | Rose                                                     |                    |

Sorozatok
| Év        | Cím                                                    | Szerep                         | Megjegyzések |
| --------- | ------------------------------------------------------ | ------------------------------ | ------------ |
| 1962      | Sam Benedict                                           | Teresa Parelli                 | 1 epizód     |
| 1963      | Kraft Suspense Theatre                                 | Janet Bollington               | 1 epizód     |
| 1963      | The Lieutenant                                         | Elizabeth                      | 1 epizód     |
| 1963      | Alfred Hitchcock bemutatja (The Alfred Hitchcock Hour) | Carol Brandt                   | 1 epizód     |
| 1964      | Arrest and Trial                                       | Marietta Valera                | 1 epizód     |
| 1964      | Ben Casey                                              | Marie Costeau                  | 1 epizód     |
| 1964      | The Virginian                                          | Jenny Hendricks                | 1 epizód     |
| 1964–1965 | Gunsmoke                                               | Susan / Liz Beaumont           | 1 epizód     |
| 1965      | Mr. Novak                                              | Mrs. Bellway                   | 1 epizód     |
| 1965      | Wagon Train                                            | Bonnie Brooke                  | 1 epizód     |
| 1965      | Bob Hope Presents the Chrysler Theatre                 | Gloria                         | 1 epizód     |
| 1965      | Run for Your Life                                      | Laura Beaumont                 | 1 epizód     |
| 1965      | The Big Valley                                         | Maria Montero                  | 1 epizód     |
| 1965      | The Loner                                              | Sue Sullivan                   | 1 epizód     |
| 1965      | The Wild Wild West                                     | Sheila Parnell                 | 1 epizód     |
| 1966      | Preview Tonight                                        | Asenath                        | 1 epizód     |
| 1966      | The Road West                                          | Rachel Adams                   | 1 epizód     |
| 1976      | Origins of the Mafia                                   | Rosa Mastrangelo               | minisorozat  |
| 1985–1987 | The Colbys                                             | Francesca Colby                | 49 epizód    |
| 1988      | ABC Afterschool Specials                               | Maggie anyja                   | 1 epizód     |
| 2016      | Family Guy                                             | Mrs. Abbott (hangja)           | 1 epizód     |
| 2016      | Amerikai fater (American Dad!)                         | Angela / beteges högy (hangja) | 2 epizód     |

## Fontosabb díjak és jelölések
| Év   | Díj              | Kategória                            | Jelölt mű                                                  | Eredmény | Ref.  |
| ---- | ---------------- | ------------------------------------ | ---------------------------------------------------------- | -------- | ----- |
| 1967 | Oscar-díj        | Legjobb női mellékszereplő           | Diploma előtt                                              | Jelölve  | [ 5 ] |
| 1969 | BAFTA-díj        | Legígéretesebb elsőfilmes főszereplő | Diploma előtt                                              | Jelölve  | [ 6 ] |
| 1971 | BAFTA-díj        | Legjobb női főszereplő               | Butch Cassidy és a Sundance kölyök és Halál a Rubin hegyen | Elnyerte | [ 7 ] |
| 1967 | Golden Globe-díj | Az év színésznő felfedezettje        | Diploma előtt                                              | Elnyerte | [ 8 ] |
| 1976 | Golden Globe-díj | Legjobb női mellékszereplő           | Elátkozottak utazása                                       | Elnyerte | [ 8 ] |
| 1975 | Szaturnusz-díj   | Legjobb női főszereplő               | A stepfordi feleségek                                      | Elnyerte |       |

## Fordítás
- Ez a szócikk részben vagy egészben  a   Katharine Ross című német Wikipédia-szócikk fordításán alapul.  Az eredeti cikk szerkesztőit annak laptörténete sorolja fel. Ez a jelzés csupán a megfogalmazás eredetét és a szerzői jogokat jelzi, nem szolgál a cikkben szereplő információk forrásmegjelöléseként.
- Ez a szócikk részben vagy egészben  a   List of Katharine Ross performances című angol Wikipédia-szócikk fordításán alapul.  Az eredeti cikk szerkesztőit annak laptörténete sorolja fel. Ez a jelzés csupán a megfogalmazás eredetét és a szerzői jogokat jelzi, nem szolgál a cikkben szereplő információk forrásmegjelöléseként.